# Isra Hirsi
Isra Hirsi (Minneapolis, 22 februari 2003) is een Amerikaans klimaatactiviste en Black Lives Matter-activiste. Ze is samen met Alexandria Villaseñor en Haven Coleman mede-oprichter van US Youth Climate Strike.

## Biografie
Isra Hirsi werd in 2003 geboren en groeide op in Minneapolis (Minnesota). Ze is de dochter van Ilhan Omar, een Somalisch-Amerikaanse politica die sinds 2019 zetelt in het Huis van Afgevaardigden, en Ahmed Abdisalan Hirsi. Hirsi ging naar de Minneapolis South High School , waar ze in 2021 afstudeerde. en in het najaar ging ze naar de Columbia-universiteit in New York.

## Activisme
Hirsi coördineerde de organisatie van honderden door studenten geleide stakingen in de Verenigde Staten op 15 maart en 3 mei 2019.
In 2019 won Hirsi de Brower Youth Award en dat zelfde jaar won ze ook de Voice of the Future Award. In 2020 kreeg ze een plaats op de Future 40-lijst van BET en stond ze ook op de 40 Under 40, een lijst van personen die door het tijdschrift Fortune worden beschouwd als de meest invloedrijke jonge leiders van het jaar.
In februari 2020 was ze spreker op TEDxWakeForestU, onder de titel "Isra Hirsi, The Angry Black Girl".